# غضروف أنفي وحشي
الغضروف الأنفي الوحشي أو الغضروف الأنفي الجانبي (بالإنجليزية: Lateral nasal cartilage)‏ عبارة عن صفيحة غضروفية مسطحة مثلثة الشكل تقع عند الحافة السفلية للعظم الأنفي. يشكل الغضروف الوحشي أساساً لظهر الأنف.
الحافة الأمامية للغضروف أثخن من الحافة الخلفية وتستمر مع الحافة العلوية لغضروف حاجز الأنف. الحافة الخلفية العلوية ترتبط بالعظم الأنفي والناتئ الجبهي للفك العلوي. الحافة السفلية متصلة مع الغضروف الجناحي الكبير بواسطة نسيج ليفي.